# Æthelberht (Kent)

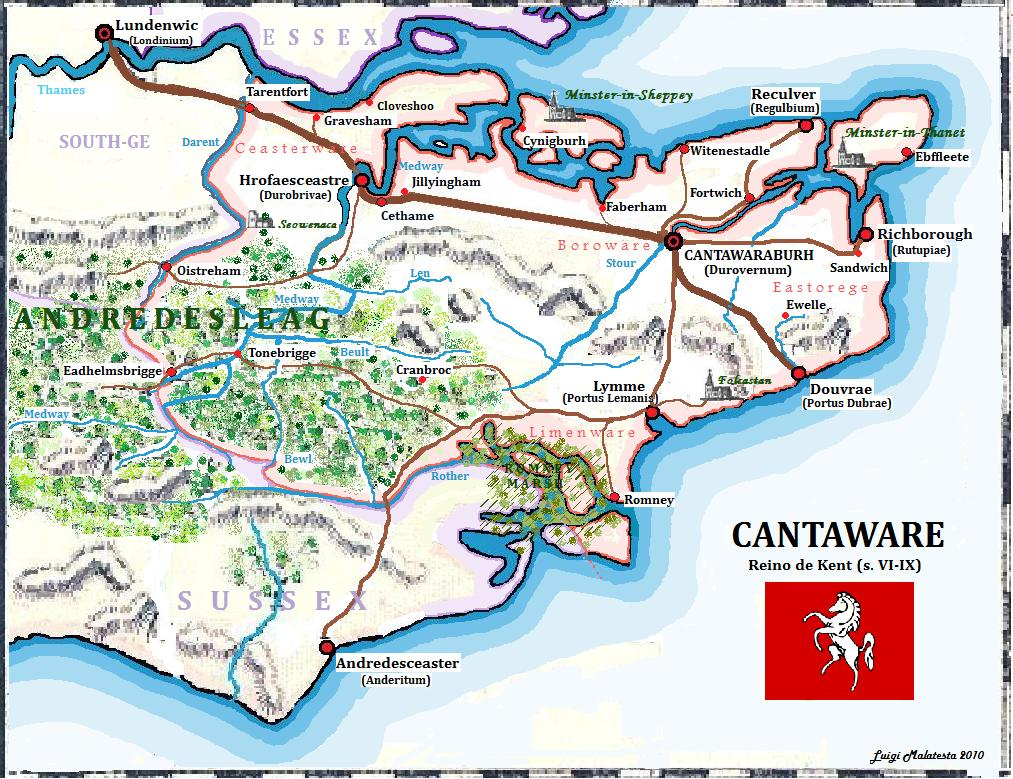
Kent in angelsächsischer Zeit

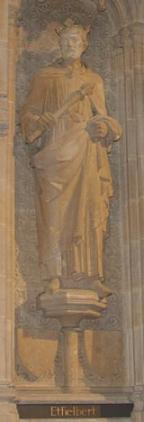
Statue Æthelberht von Kents in der Kathedrale von Rochester

Æthelberht I. (auch Æþelbryht, Æþelbyrht, Aedilberct, Eðilberht, Eþelbriht oder Ethelbert) (* um 552/560; † 24. Februar 616/618) war an der Wende vom 6. zum 7. Jahrhundert der erste christliche König des angelsächsischen Königreiches Kent aus der Dynastie der Oiscingas. Er wird als Heiliger verehrt.

## Leben
Die Quellen zu Æthelberht sind in ihren Datierungen in sich selbst und untereinander widersprüchlich und Gegenstand kontroverser Diskussion.

### Familie
Æthelberht war ein Sohn des Königs Eormenric von Kent. Seine Mutter ist unbekannt. Nach der Angelsächsischen Chronik wurde er im Jahr 552 geboren. Nach Auffassung moderner Historiker ist die Geburt jedoch eher um das Jahr 560 anzusetzen. Durch seine Schwester Ricola, die mit Sledda verheiratet war, war er mit dem Königshaus von Essex verbunden.
Um 580 heiratete der heidnische Æthelberht Bertha, die christliche Tochter des Merowingerkönigs Charibert I. und der Ingoberga. Gregor von Tours nannte Æthelberht in diesem Zusammenhang filius regis („Sohn des Königs“), woraus Historiker schließen, dass sein Vater Eormenric zu dieser Zeit noch lebte. Während einige ein frühes Datum um 560 für Eormenrics Tod annehmen, gehen andere eher von der Zeit um 585/590 aus. Entsprechend unklar ist, ob der Heide Eormenric Gelegenheit hatte, auf die Brautwahl seines Sohnes, Einfluss zu nehmen. Æthelberht blieb zunächst Heide, war aber in religiöser Hinsicht tolerant und hinderte Bertha nicht an der Ausübung ihres Glaubens. Aus dieser Ehe ging Æthelberhts Sohn Eadbald und vermutlich auch seine Tochter Æthelburg hervor. Der christlichen Legende nach soll auch Eadburh, Äbtissin von Liming, seine Tochter gewesen sein. Nachdem Bertha um 610 gestorben war, heiratete Æthelberht nochmals. Der Name dieser Königin wurde nicht überliefert. Nach Æthelberhts Tod im Jahr 616/618 heiratete Eadbald seine Stiefmutter.

### Herrschaft
Zwischen 580 und 593 bestieg Æthelberht den Thron. Er versuchte um 590 erfolglos, Ceawlin von Wessex die Oberherrschaft über das südliche England zu entreißen. Er marschierte in die Region zwischen Andredsweald und Themse (südlich von London) ein, wurde aber von Ceawlin und dessen Bruder Cutha bei Wibbandune (Wimbledon ?) geschlagen und bis nach Kent verfolgt.
Augustinus landete 597 auf der Isle of Thanet. Der Einfluss von Bertha, die ihren Kaplan Liudhard (oder Letard) mit nach Kent gebracht hatte, mag Æthelberht veranlasst haben, die Missionare, die Papst Gregor I. aus Rom sandte, willkommen zu heißen. Æthelberht traf ihn das erste Mal unter freiem Himmel, im Glauben, damit die christliche Magie vertreiben zu können. Schon bald gestattete er Augustinus und den Missionaren aber sich in Canterbury niederzulassen, dort zu predigen und zu missionieren. Die Legende besagt, dass Augustinus ihn bereits 597 zu Pfingsten taufte. 10.000 Angelsachsen sollen innerhalb weniger Monate seinem Beispiel gefolgt sein. Ein Brief Gregors an Bertha, in dem er sie tadelte die Bekehrung ihres Gatten zu vernachlässigen, legt nahe, dass dies nicht vor 601 geschehen sein kann. In einem anderen Schreiben hob Gregor jedoch Æthelberhts Verdienste um die Ausbreitung des Christentums hervor. Æthelberht und Augustinus ließen eine alte Kirche in Canterbury als Kathedrale wieder aufbauen und gründeten dazu ein Kloster, die heutige Abtei St. Augustinus. In Rochester gründete die Æthelberht die St Andrew’s Church und errichtete einen zweiten Bischofssitz, den er mit Ländereien ausstattete.

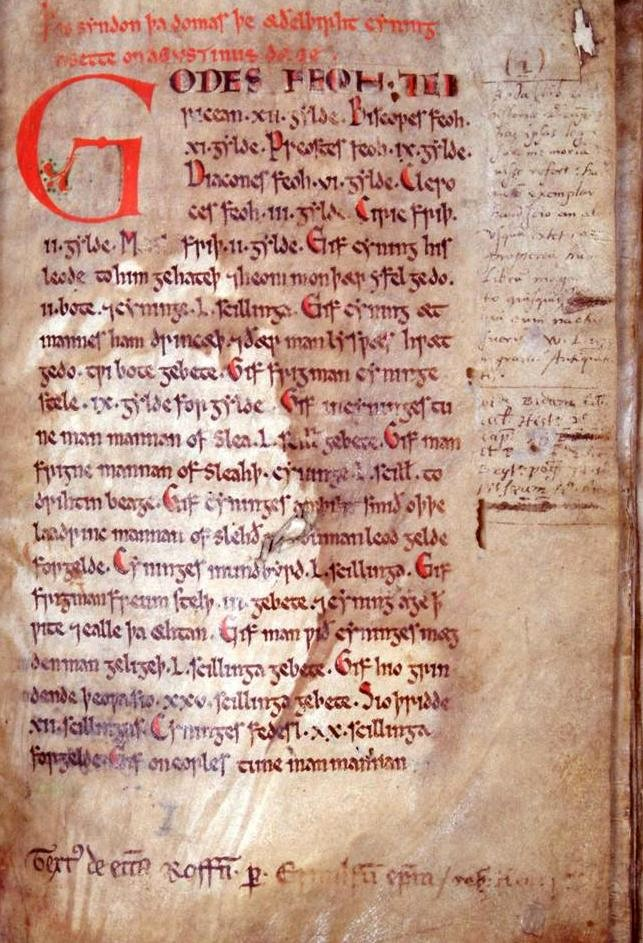
Abschrift der Gesetze Æthelberhts im Textus Roffensis (um 1120)

Nach dem Tod Ceawlins um das Jahr 593 schwand die Vormacht von Wessex. Æthelberht, der durch seine Heirat eine Allianz mit Europas zu der Zeit mächtigstem Staat eingegangen war, gewann an Einfluss und war um 600 südlich des Humber als dritter Bretwalda anerkannt. Die damit verbundene Machtfülle und das tatsächliche Einflussgebiet sind unbekannt, doch zumindest auf Essex und East Anglia konnte er Einfluss ausüben. Æthelberhts Einfluss war um 602/603 stark genug, dass er die Schirmherrschaft einer Bischofskonferenz im Grenzgebiet zwischen Wessex und Hwicce, weit außerhalb des kentischen Kernlandes, übernehmen konnte. Ebenfalls um 602/603 ließ Æthelberht, vermutlich unter Augustinus’ Mitwirkung, ein Gesetzbuch in der Volkssprache niederschreiben. Auch die neuentstandene Kirche wurde dadurch in das angelsächsische Rechtssystem integriert. Es war einer der frühesten in altenglisch verfassten Dokumente. Für Verbrechen wurden detailliert gestaffelte Bußgelder verhängt. Beda Venerabilis berichtete, dass die Gesetze noch um das Jahr 730 in Kraft waren.
Æthelberht I. bekehrte vor 604 seinen Neffen Sæberht, zum Christentum und war sein Taufpate. Æthelberht setzte ihn als König von Essex ein und ließ in London einen Bischofssitz für Essex einrichten, der mit Bischof Mellitus besetzt wurde. Auch Rædwald, den König von East Anglia, konnte Æthelbert um 604 „überreden“ den christlichen Glauben anzunehmen.
Æthelberht starb am 24. Februar 616 und wurde neben seiner Frau Bertha in der Martinskapelle, dem Mausoleum der Abteikirche „Peter und Paul“ von Canterbury, beigesetzt. Einige Historiker halten auch 618 als Todesjahr für wahrscheinlich. Sein Sohn Eadbald wurde Nachfolger als König von Kent während Rædwald seit dieser Zeit als Bretwalda anerkannt wurde.

## Verehrung
Æthelberht, volkstümlich wird er auch „Saint Albert“ genannt, wurde wegen seiner Verdienste um die Ausbreitung des Christentums vermutlich bald nach seinem Tod als Heiliger verehrt. Seit dem 13. Jahrhundert ist der Kult belegt. Seine Reliquien wurden unter den Hochaltar der ursprünglichen Begräbniskirche umgebettet. Sein Festtag war ursprünglich der 24. Februar, wird heute aber am 25. Februar begangen, damit er sich nicht mit dem Festtag des Apostels Matthias überschneidet. In der Ikonografie wird er in einer Vision dargestellt, wie er den Schmerzensmann bzw. dessen Leidenswerkzeuge erblickt.